# Sebastián Gómez
Sebastián Gómez Pérez (* 1. November 1983 in Montevideo) ist ein andorranischer Fußballspieler.
Gómez spielte von 2007 bis 2008 bei CE Principat. Von dort wechselte er zum Nachbarverein FC Rànger’s. Seit der Saison 2009 spielt er erfolgreich bei UE Sant Julià. Mit dem Verein gewann er 2010 und 2011 den Copa Constitució. Er debütierte 2008 für die Nationalmannschaft Andorras und bestritt seitdem 17 Länderspiele.